# Franz Pfeiffer (Germanist)

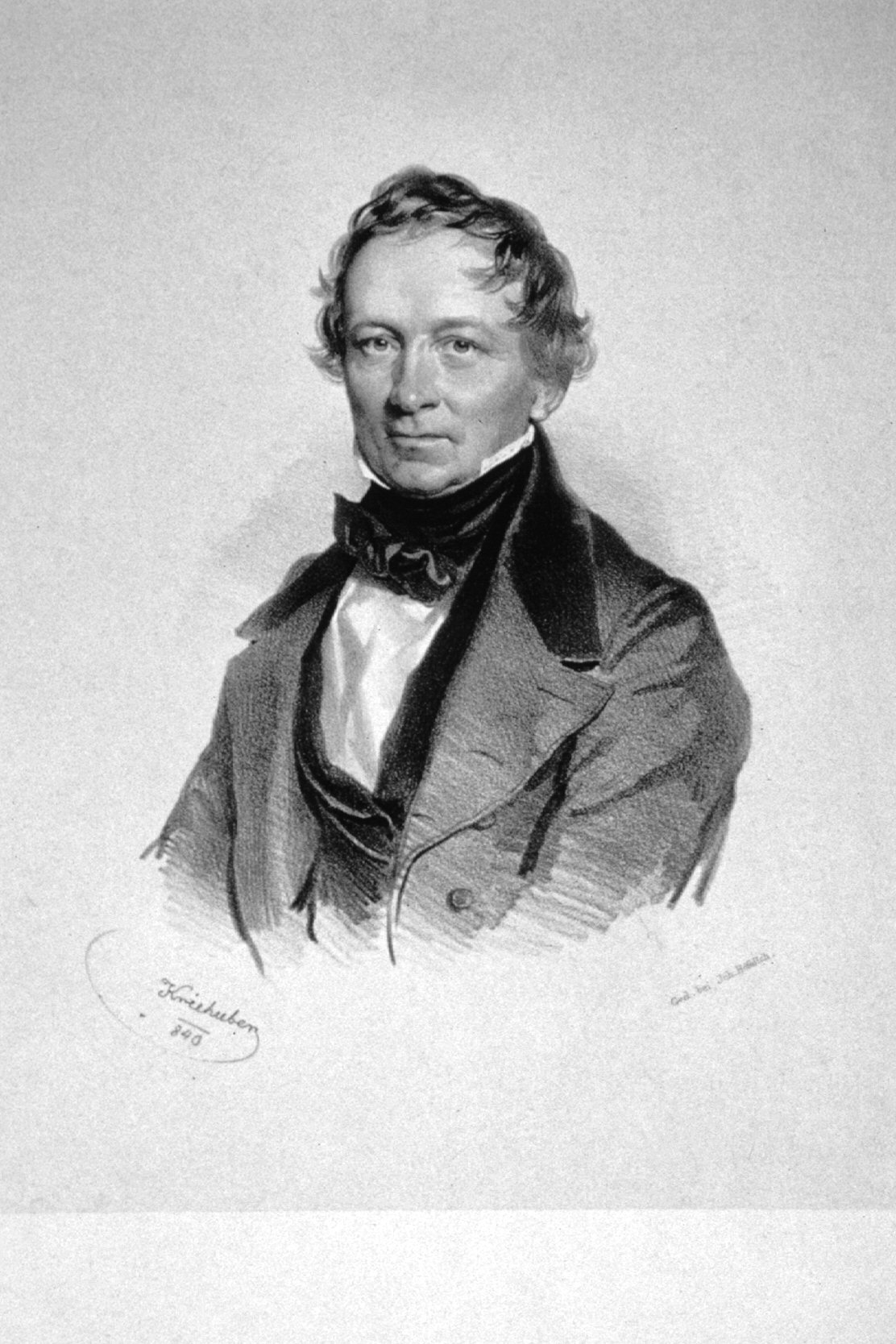
Franz Pfeiffer, Lithographie von Josef Kriehuber, 1840

Franz Viktor Pfeiffer (* 27. Februar 1815 in Solothurn, Schweiz; † 29. Mai 1868 in Wien) war ein Schweizer Germanist und Philologe, der in Deutschland und Österreich tätig war.

## Leben

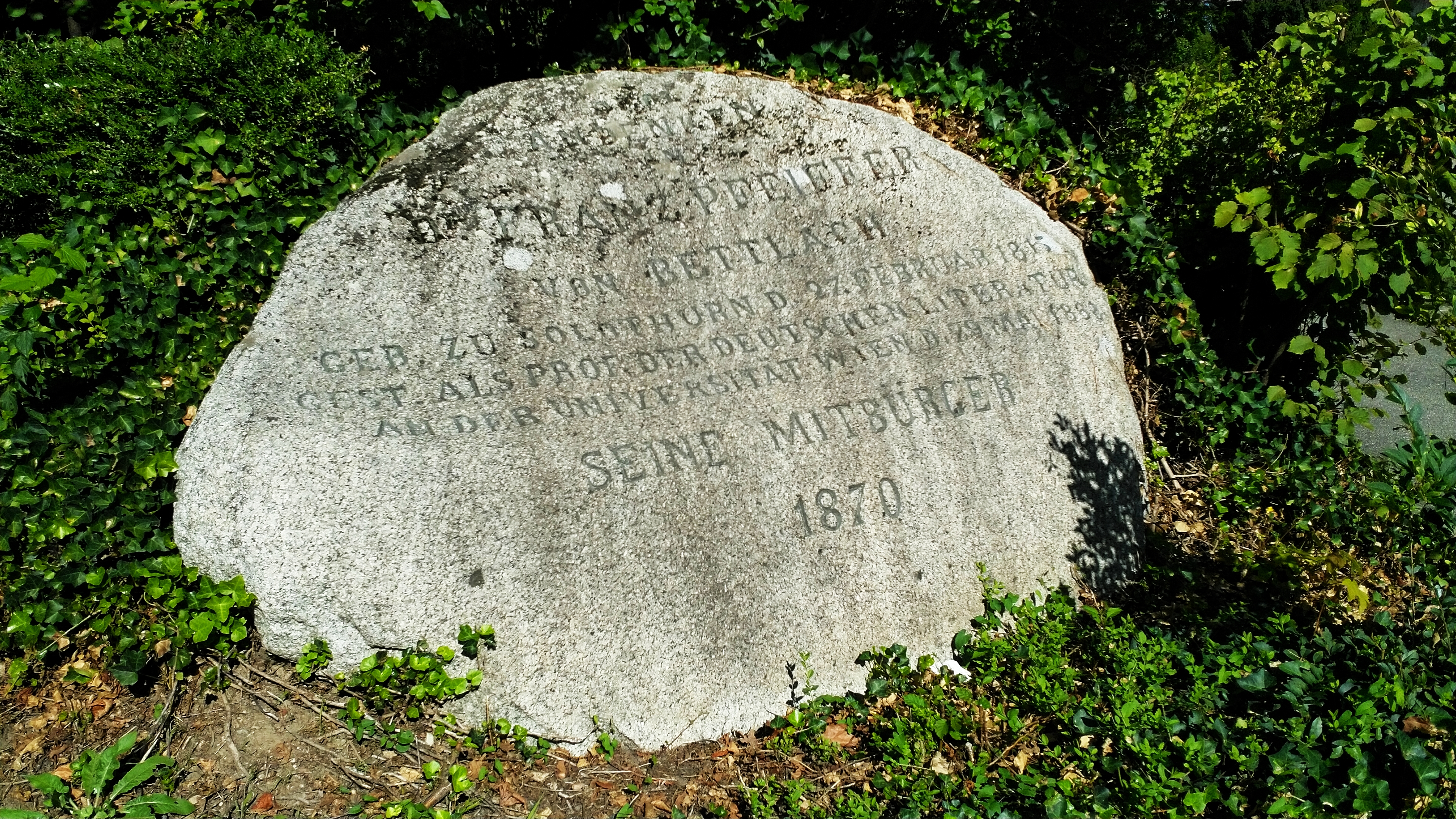
Gedenkstein für Franz Pfeiffer in Bettlach, aufgestellt 1870

Franz Pfeiffer wurde als Ortsbürger von Bettlach in Solothurn geboren. Sein Vater Klemens Pfeiffer war Musiker. Nach dem Besuch der Schulen in Solothurn studierte Franz Pfeiffer von 1834 bis 1840 in München erst Medizin, dann germanische Sprachen. Er wurde 1846 Bibliothekar an der Königlichen Öffentlichen Bibliothek in Stuttgart und folgte 1857 einem Ruf als Professor der deutschen Literatur an die Universität in Wien, wo er 1860 zum Mitglied der Akademie der Wissenschaften ernannt wurde und am 29. Mai 1868 starb. Seit 1856 war er auswärtiges Mitglied der Bayerischen Akademie der Wissenschaften. Er regte die Kösener Vogelweiden an, ein sommerliches Germanistentreffen in Kösen.
Pfeiffer redigierte die von ihm gegründete Vierteljahrsschrift für deutsche Altertumskunde Germania (Stuttgart 1856 ff., seit 1859 Wien; nach seinem Tod von Karl Bartsch, seit 1888 von Otto Behaghel fortgesetzt) und rief die Sammlung Deutsche Klassiker des Mittelalters ins Leben, für die er selbst als 1. Band Walther von der Vogelweide (6. Auflage von Bartsch, Leipzig 1880) bearbeitete.

## Veröffentlichungen (Auswahl)
- Zur deutschen Literaturgeschichte (Stuttgart 1855)
- Über Wesen und Bildung der höfischen Sprache in mittelhochdeutscher Zeit (Wien 1861)
- Der Dichter des Nibelungenlieds (Wien. 1862, worin er den Minnesänger von Kürenberg als den Verfasser des Gedichts nachzuweisen suchte)
- Forschung und Kritik auf dem Gebiet des deutschen Altertums (Wien 1863)
- Freie Forschung; kleine Schriften zur Geschichte der deutschen Literatur und Sprache (Wien 1867)

Auch gab er zahlreiche Werke der älteren deutschen, insbesondere der mittelhochdeutschen Literatur heraus, darunter:
- Barlaam und Josaphat von Rudolf von Ems (Leipzig 1843)
- Die Weingartner und Heidelberger Liederhandschrift (Stuttgart 1843, 2 Bände)
- Der Edelstein (Leipzig 1844)
- Deutsche Mystiker des 14. Jahrhunderts. 2 Bände. G. J. Göschen’sche Verlagshandlung, Leipzig 1845–1857; Neudruck Aalen 1962. Texte von Nikolaus von Strassburg, Hermann von Fritzlar, David von Augsburg (Band 1) und Meister Eckhart (Band 2)
- mit Joseph Strobl: Berthold Von Regensburg: Vollständige Ausgabe seiner Predigten mit Anmerkungen und Wörterbuch. 2 Bände 1862.
- Marienlegenden (Stuttgart 1846; neue Ausgabe, Wien 1863)
- Wigalois von Wirnt von Gravenberg (Leipzig 1847)
- Deutsche Ordenschronik des Nikolaus von Jeroschin (Stuttgart 1854); die Predigten des Berthold von Regensburg (Wien 1862)
- Das Buch der Natur von Konrad von Megenberg. Die erste Naturgeschichte in deutscher Sprache. Aue, Stuttgart 1861 (eigentlich 1862); Neudruck Olms, Hildesheim / New York 1962, 1971 und 1994. Digitalisat.
- Zwei deutsche Arzneibücher aus dem XII. und XIII. Jahrhundert, mit einem Wörterbuche (= Sitzungsberichte der kaiserlichen Akademie der Wissenschaften, philosophisch-historische Classe. Band 42). K. Gerold, Wien 1863, S. 110–200 (Digitalisat)
- Niederdeutsche Erzählungen aus dem 15. Jahrhundert. In: Germania. Band 9, 1864, S. 257–289.
- Theologia deutsch: die leret gar manchen lieblichen underscheit gotlicher warheit und seit gar hohe und gar schone ding von einem volkomen leben; nach der einzigen bis jetzt bekannten Handschrift hrsg. und mit einer neudeutschen Uebersetzung versehen. 3. Auflage. Gütersloh: C. Bertelsmann, 1875[3]